# Ugo Pifferi
Ugo Pifferi (Corsico, 15 aprile 1930 – Cesano Boscone, 1º settembre 1998) è stato un canottiere italiano.

## Biografia
Nato nel 1930 a Corsico, in provincia di Milano, era tesserato per la Società Canottieri Milano.
A 22 anni partecipò ai Giochi olimpici di Helsinki 1952, nel singolo, arrivando terzo ai quarti di finale con il tempo di 8'09"0 dietro allo statunitense Jack Kelly e al polacco Teodor Kocerka, poi bronzo (passavano in semifinale i primi due), non passando poi il ripescaggio contro il cecoslovacco František Reich, chiuso in 7'47"5 e terminando al 16º posto totale.
Morì nel 1998, a 68 anni.